# شانوي
شانوي (بالصينية: 汕尾市) هي مدينة من مدن الصين. يبلغ عدد سكانها 213,0000 نسمة. يبلغ ارتفاع المدينة عن سطح البحر قرابة 8 متر. تبلغ مساحتها 5271 كم².

## المناخ
يظهر الجدول التالي التغييرات المناخية على مدار السنة لشانوي:
| البيانات المناخية لـشانوي                                                                    | البيانات المناخية لـشانوي | البيانات المناخية لـشانوي | البيانات المناخية لـشانوي | البيانات المناخية لـشانوي | البيانات المناخية لـشانوي | البيانات المناخية لـشانوي | البيانات المناخية لـشانوي | البيانات المناخية لـشانوي | البيانات المناخية لـشانوي | البيانات المناخية لـشانوي | البيانات المناخية لـشانوي | البيانات المناخية لـشانوي | البيانات المناخية لـشانوي |
| الشهر                                                                                        | يناير                     | فبراير                    | مارس                      | أبريل                     | مايو                      | يونيو                     | يوليو                     | أغسطس                     | سبتمبر                    | أكتوبر                    | نوفمبر                    | ديسمبر                    | المعدل السنوي             |
| -------------------------------------------------------------------------------------------- | ------------------------- | ------------------------- | ------------------------- | ------------------------- | ------------------------- | ------------------------- | ------------------------- | ------------------------- | ------------------------- | ------------------------- | ------------------------- | ------------------------- | ------------------------- |
| الدرجة القصوى °م (°ف)                                                                        | 27.4 (81.3)               | 28.4 (83.1)               | 30.0 (86.0)               | 32.1 (89.8)               | 32.2 (90.0)               | 34.5 (94.1)               | 38.0 (100.4)              | 35.2 (95.4)               | 35.7 (96.3)               | 34.7 (94.5)               | 33.2 (91.8)               | 29.4 (84.9)               | 38.0 (100.4)              |
| متوسط درجة الحرارة الكبرى °م (°ف)                                                            | 19.6 (67.3)               | 19.7 (67.5)               | 21.9 (71.4)               | 25.5 (77.9)               | 28.4 (83.1)               | 30.0 (86.0)               | 31.1 (88.0)               | 31.2 (88.2)               | 30.9 (87.6)               | 28.8 (83.8)               | 25.6 (78.1)               | 21.7 (71.1)               | 26.2 (79.2)               |
| المتوسط اليومي °م (°ف)                                                                       | 15.2 (59.4)               | 15.8 (60.4)               | 18.3 (64.9)               | 22.2 (72.0)               | 25.4 (77.7)               | 27.4 (81.3)               | 28.3 (82.9)               | 28.1 (82.6)               | 27.3 (81.1)               | 24.8 (76.6)               | 21.2 (70.2)               | 17.2 (63.0)               | 22.6 (72.7)               |
| متوسط درجة الحرارة الصغرى °م (°ف)                                                            | 12.2 (54.0)               | 13.2 (55.8)               | 15.7 (60.3)               | 19.8 (67.6)               | 22.9 (73.2)               | 25.0 (77.0)               | 25.6 (78.1)               | 25.5 (77.9)               | 24.4 (75.9)               | 21.7 (71.1)               | 17.9 (64.2)               | 14.0 (57.2)               | 19.8 (67.7)               |
| أدنى درجة حرارة °م (°ف)                                                                      | 3.0 (37.4)                | 4.5 (40.1)                | 7.0 (44.6)                | 9.6 (49.3)                | 15.6 (60.1)               | 19.5 (67.1)               | 21.7 (71.1)               | 21.5 (70.7)               | 18.2 (64.8)               | 13.9 (57.0)               | 8.4 (47.1)                | 2.1 (35.8)                | 2.1 (35.8)                |
| الهطول مم (إنش)                                                                              | 26.7 (1.05)               | 56.1 (2.21)               | 92.9 (3.66)               | 155.2 (6.11)              | 267.1 (10.52)             | 325.6 (12.82)             | 324.7 (12.78)             | 341.1 (13.43)             | 215.2 (8.47)              | 37.1 (1.46)               | 25.5 (1.00)               | 23.7 (0.93)               | 1٬890٫9 (74.44)           |
| متوسط الأيام الممطرة (≥ 0.1 mm)                                                              | 6.1                       | 9.2                       | 11.3                      | 12.5                      | 14.8                      | 17.7                      | 16.6                      | 16.0                      | 11.2                      | 5.3                       | 4.1                       | 4.2                       | 129.0                     |
| متوسط الرطوبة النسبية (%)                                                                    | 70                        | 76                        | 79                        | 82                        | 83                        | 85                        | 84                        | 84                        | 78                        | 70                        | 68                        | 67                        | 77                        |
| ساعات سطوع الشمس الشهرية                                                                     | 145.9                     | 101.8                     | 94.7                      | 104.5                     | 135.6                     | 166.3                     | 228.6                     | 201.4                     | 191.4                     | 204.9                     | 180.1                     | 170.0                     | 1٬925٫2                   |
| نسبة وصول أشعة الشمس                                                                         | 43                        | 32                        | 26                        | 28                        | 33                        | 41                        | 55                        | 51                        | 52                        | 57                        | 55                        | 51                        | 43                        |
| المصدر #1: China Meteorological Data Service Center                                          |                           |                           |                           |                           |                           |                           |                           |                           |                           |                           |                           |                           |                           |
| المصدر #2: China Meteorological Administration(precipitation days, sunshine hours 1971-2000) |                           |                           |                           |                           |                           |                           |                           |                           |                           |                           |                           |                           |                           |

## وصلات خارجية
- الموقع الرسمي